# Podcerkwy
Podcerkwy  (też: Podcerkiew) – osada leśna w Polsce położona w województwie podlaskim, w powiecie hajnowskim, w gminie Białowieża na obszarze Puszczy Białowieskiej.
W latach 1975–1998 miejscowość administracyjnie należała do województwa białostockiego.

## Wskazówka
W potocznym użyciu także alternatywna nazwa miejscowości Podcerkiew.